# Hasarius orientalis
Hasarius orientalis là một loài nhện trong họ Salticidae.
Loài này thuộc chi Hasarius. Hasarius orientalis được Marek Żabka miêu tả năm 1985.